# Maia Challenger 2002
Il Maia Challenger 2002 è stato un torneo di tennis facente parte della categoria ATP Challenger Series nell'ambito dell'ATP Challenger Series 2002. Il torneo si è giocato a Maia in Portogallo dal 23 al 29 settembre 2002 su campi in terra rossa.

## Vincitori

### Singolare
Victor Hănescu ha battuto in finale  Óscar Hernández con il punteggio di 6–1, 3–6, 6–3.

### Doppio
Sebastián Prieto /  Sergio Roitman hanno battuto in finale  Paul Baccanello /  Todd Perry con il punteggio di 6–4, 6–4.